# Flatens naturreservat
Flatens naturreservat i södra Stockholm bildades 2007 och omfattar en area på cirka 736 hektar varav cirka 547 hektar land och cirka 189 hektar vatten. Reservatet är därmed Stockholms största naturreservat. I reservatet ingår hela sjön Flaten, delar av nordöstra sjön Drevviken och södra Ältasjön. I reservatet ingår hela stadsdelen Flaten, östra delen av Orhem, sydligaste delarna av Skarpnäcks Gård och nordvästra delen av Skrubba; dock inte Strandkyrkogården i Skrubba. Markägare är Stockholms kommun och förvaltare är Skarpnäcks stadsdelsförvaltning.

## Naturen
Reservatet har sitt namn efter sjön Flaten som är Stockholms renaste sjö. Flatenområdet är ett av de största skogsområdena i Stockholms stad. Här finns gott om gammal skog som undgått modernt skogsbruk. Flatens naturreservats mark och vatten hörde tidigare till godsen Orhem och Skarpnäck som präglade kulturlandskapet. Naturen utgörs av typisk Södertörnsnatur, sjön Flaten och delar av gammal odlingsmark, som till del hålls öppen med hjälp av betande kor och hästar. Flaten står i förbindelse med Drevviken via en djup bäckravin.
I området finns Skarpnäcksgrottan, en fornborg och en mycket brant klippa med några av Stockholms hårdaste klätterleder. Här passerade en gång i tiden landsvägen mot Tyresö, idag är den en gång- och cykelväg mellan Flatenvägen och Flatenbadet. I våtmarken vid sjöns nordvästra del har en bäverkoloni etablerat sig. Genom Flatens naturreservat sträcker sig flera vandringsleder, bland dem Flaten runt som är sex kilometer lång. En del av leden är utformad som en naturstig med informationsskyltar som berättar om naturen längs stigen. Norr om Tyresövägen fortsätter reservatet en bit in i Ältasjön där ansluter Nackareservatet och det är möjligt att promenera mellan reservaten utmed Ältasjöns strand.

## Byggnader och anläggningar
Inom reservatet finns Flatenbadet, Flatenbanan, Orhems gård med tillhörande byggnader samt resterna efter torpet och sommarstället Ekudden. Vid Flatens sydvästra sida ligger Unga Örnars fritidsgård "Örnboet" som invigdes 1957 och i närheten vid en vik av Drevviken har Flatenstugorna sin lägerverksamhet med stugor och badstrand. Längst i norr märks gamla torpet och sommarstället Listudden, nu privatbostad. 
Vid Drevviken står även den stora anläggningen för nedlagda Gebers konvalescenthem från 1936. Båda Listudden och konvalescenthemmet ryms inom reservatet men är egna fastigheter och underligger inte reservatsbestämmelserna. Man har också låtit större delen av kringliggande koloniområdena ligga inom naturreservatet som tidigare var gårdarnas åkermark.

## Syftet
Syftet med naturreservatet är att för framtiden bevara Flatenområdet för friluftsliv, närrekreation och undervisning, samtidigt som områdets betydelse för växt- och djurlivet i Stockholm och i regionen säkerställs på lång sikt.

## Bilder

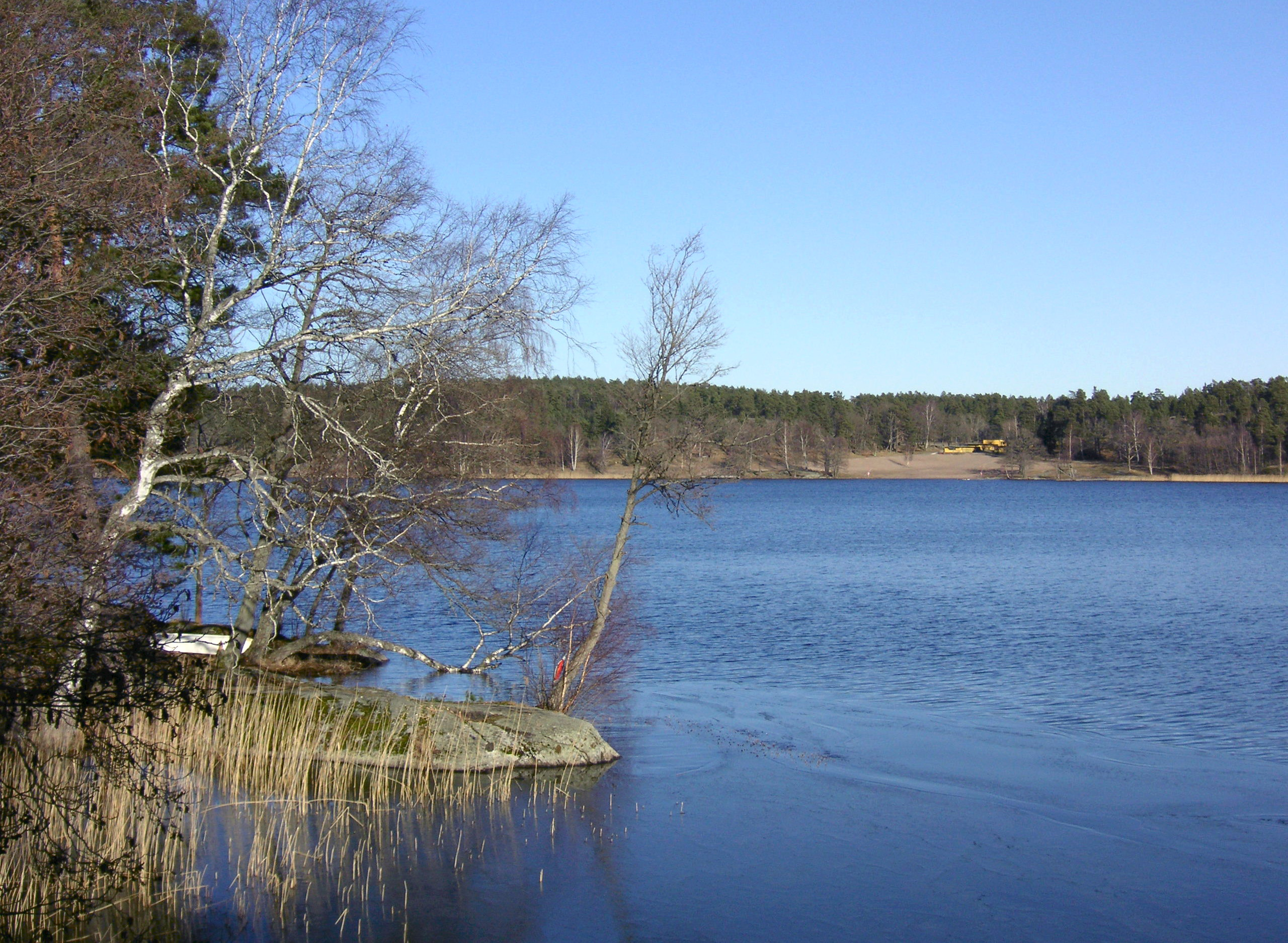
Vy över Flaten från Ekudden.
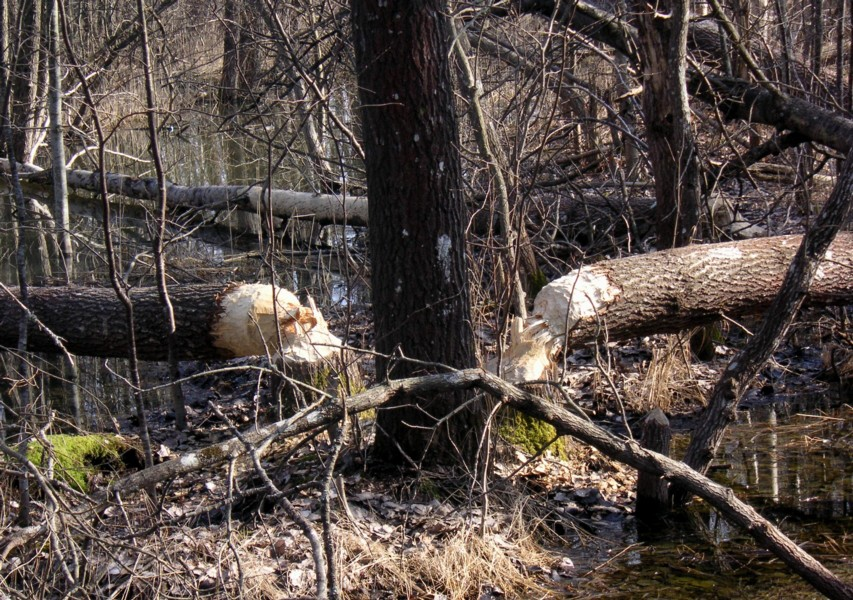
Bävergnag vid Listudden.
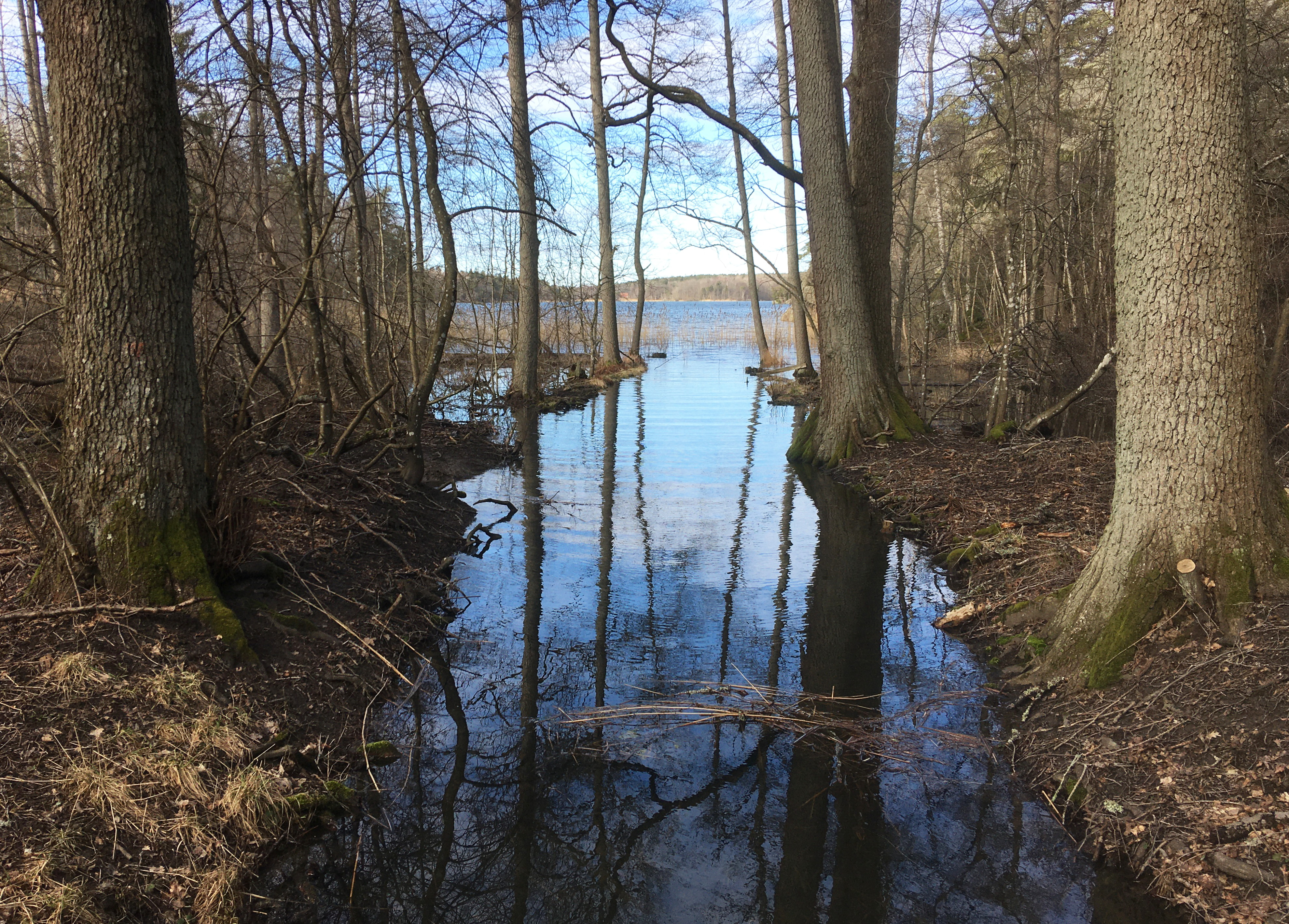
Bäckravinen mellan Flaten och Drevviken.
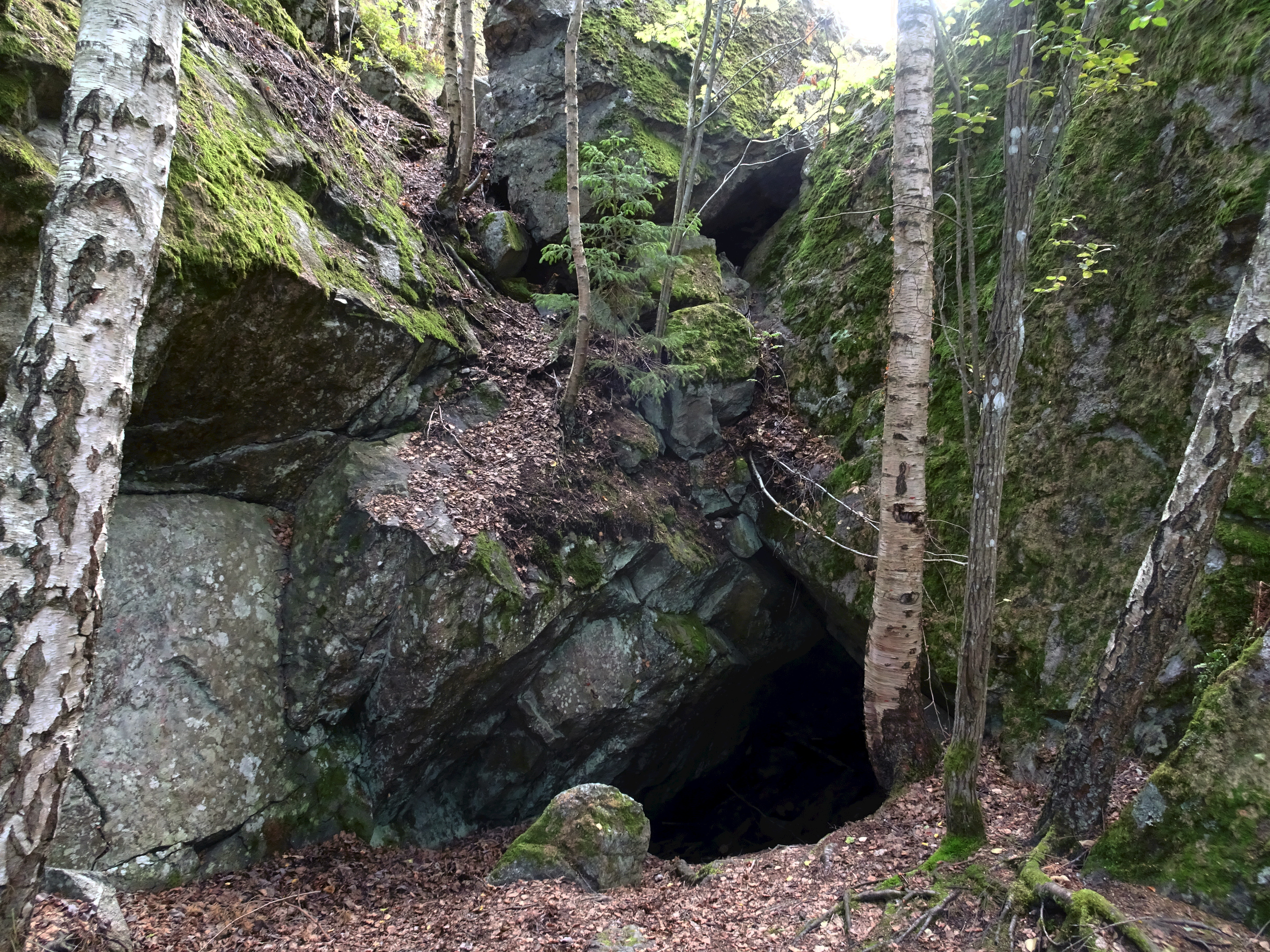
Skarpnäcksgrottan.
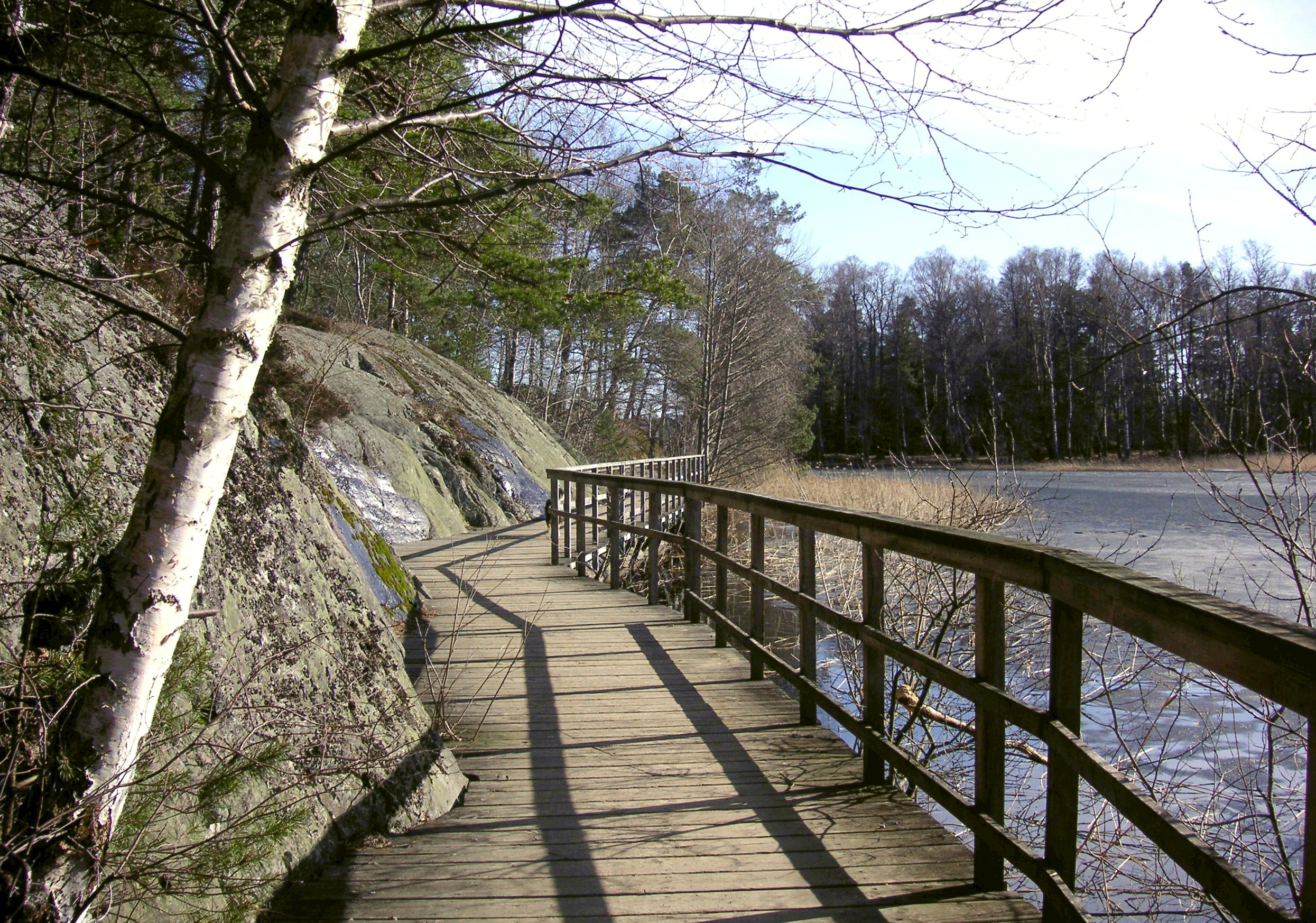
Strandstig vid Drevviken.
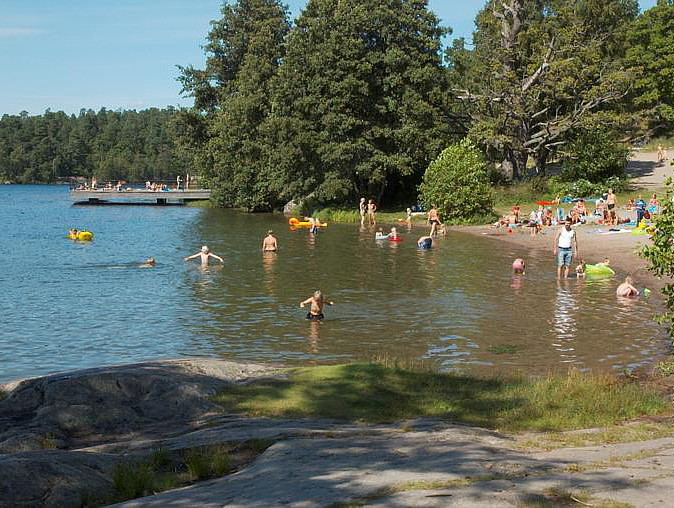
Flatenbadet.
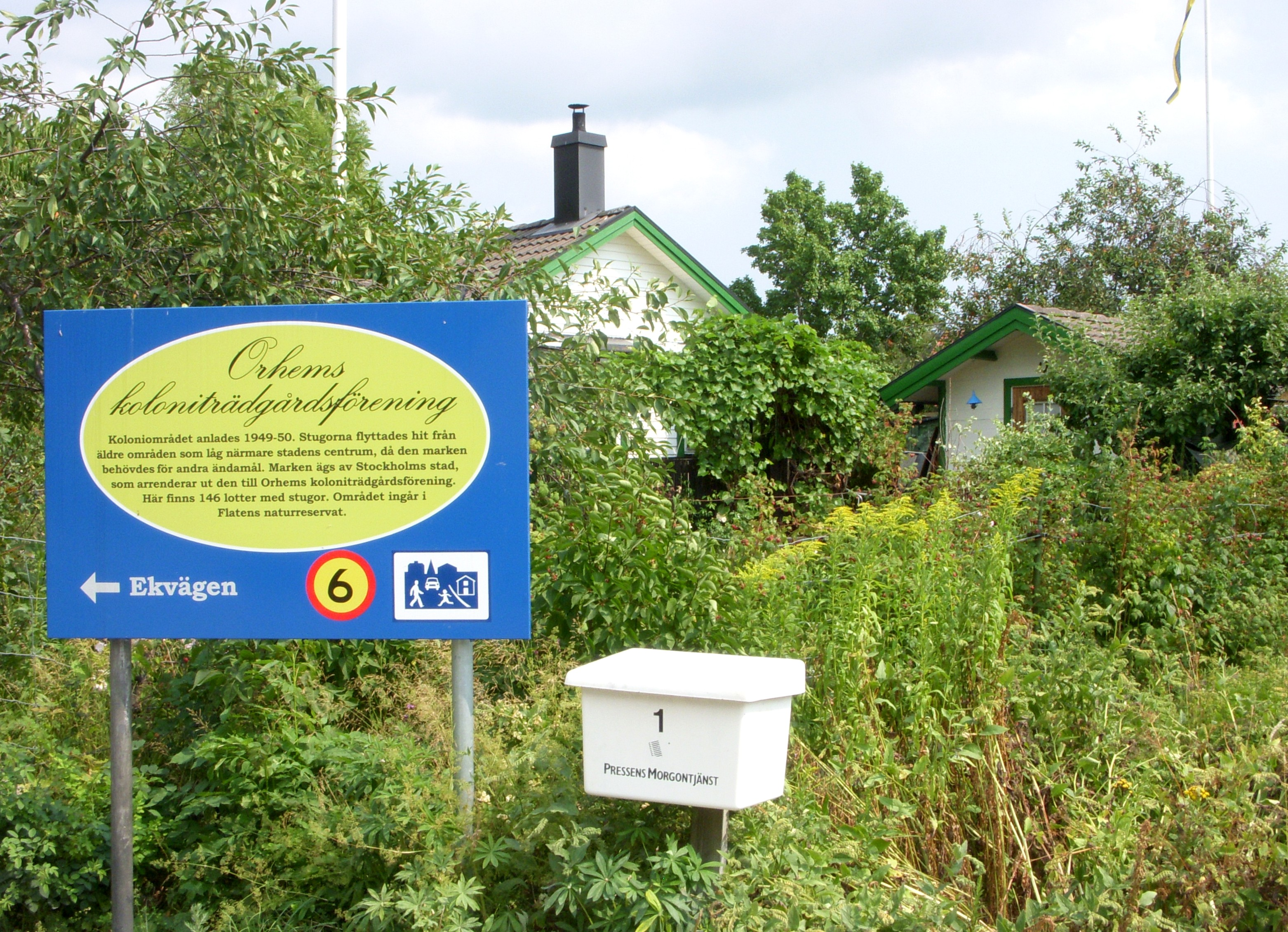
Orhems koloniträdgårdsförening.
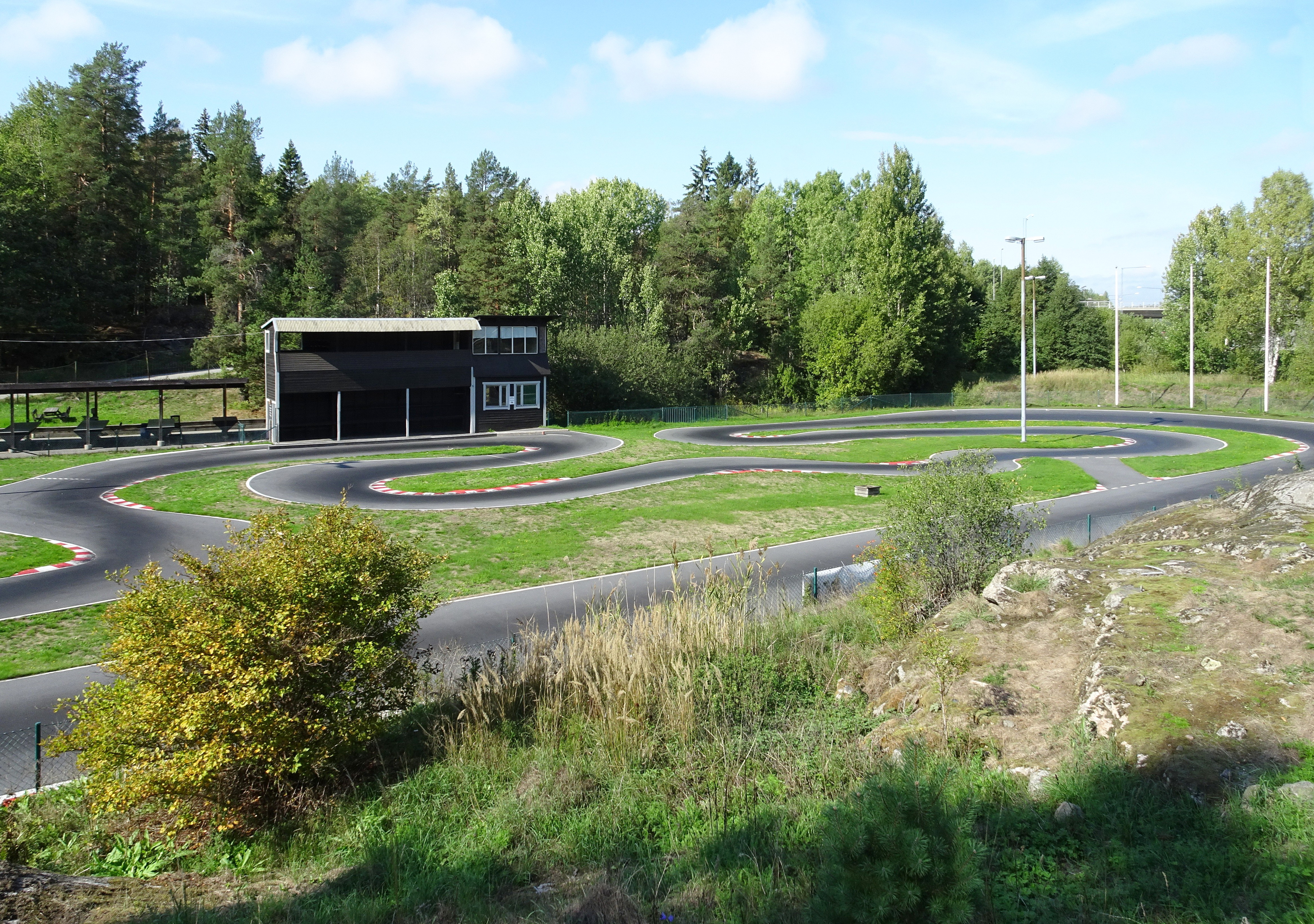
Flatenbanan.
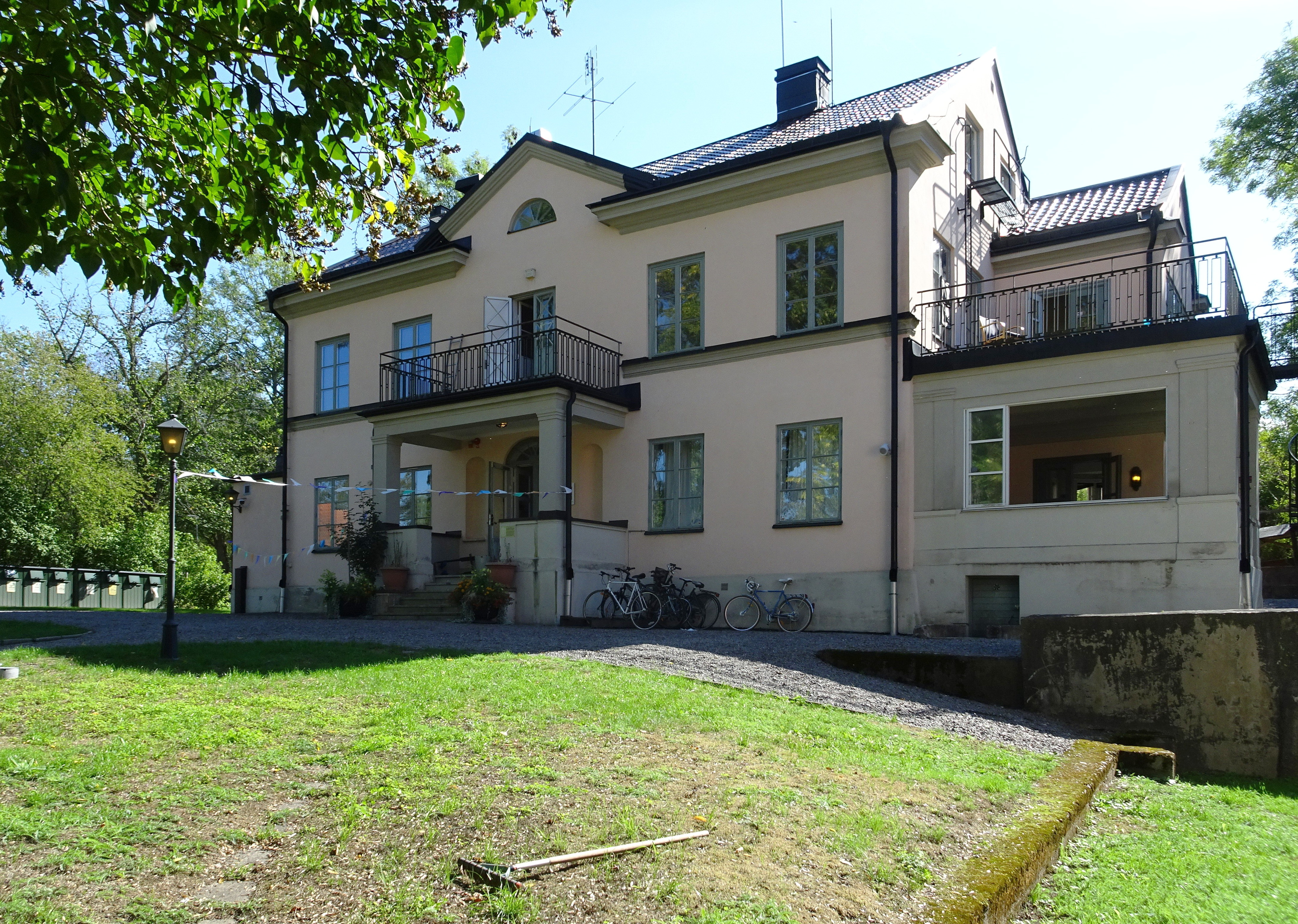
Orhems gård.

## Referenser

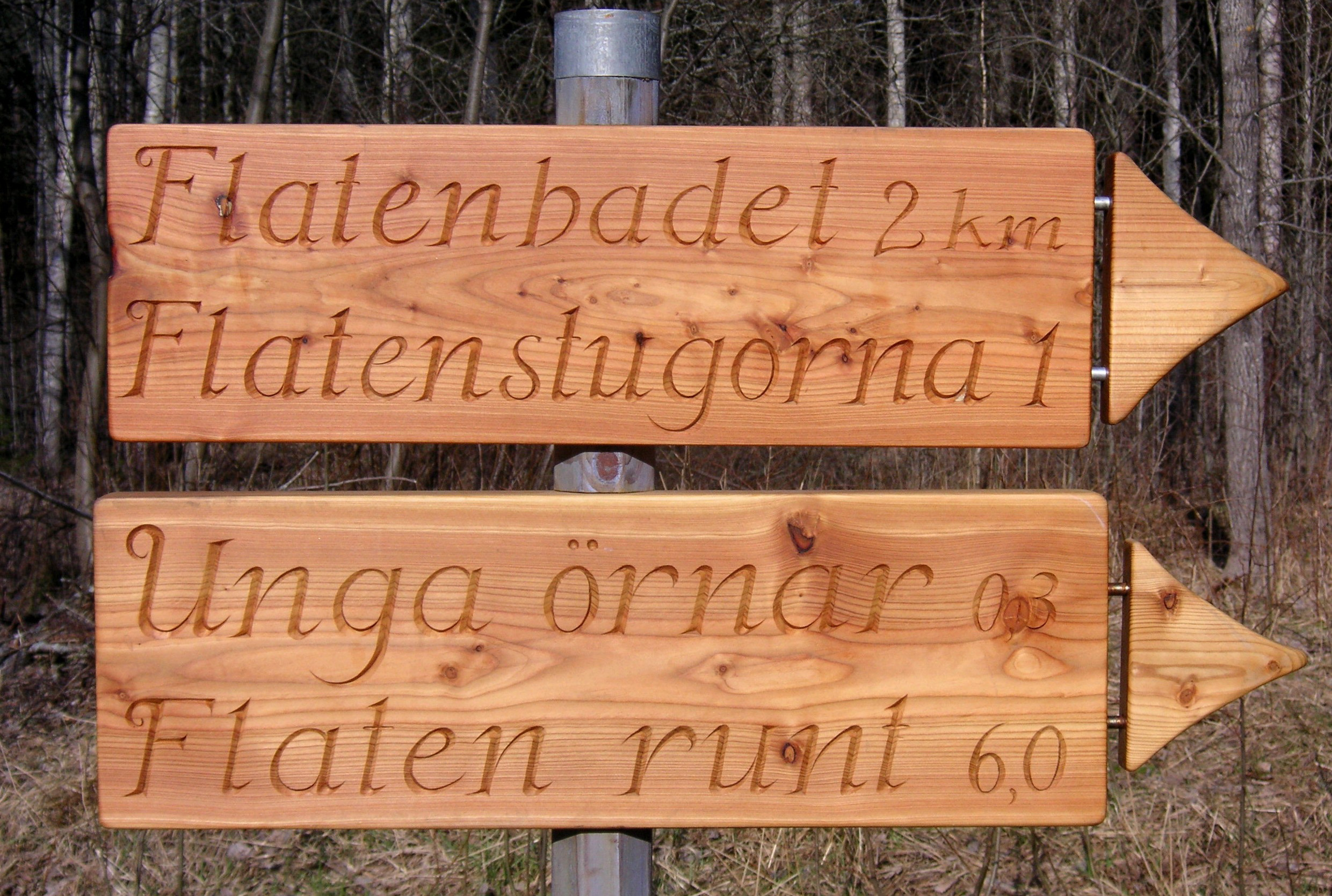
Vägvisare i reservatet.